# Gastrosaccus bispinosa
Gastrosaccus bispinosa är en kräftdjursart som beskrevs av Wooldridge 1978. Gastrosaccus bispinosa ingår i släktet Gastrosaccus och familjen Mysidae. Inga underarter finns listade i Catalogue of Life.